# إدي بييل
إدي بييل (بالإنجليزية: Eddie Beal)‏ هو عازف جاز وعازف بيانو أمريكي، ولد في 13 يونيو 1910 في ريدلاندس في الولايات المتحدة، وتوفي في 15 ديسمبر 1984 في لوس أنجلوس في الولايات المتحدة.

## وصلات خارجية
- إدي بييل على موقع IMDb (الإنجليزية)
- إدي بييل على موقع ميوزك برينز (الإنجليزية)
- إدي بييل على موقع أول ميوزيك (الإنجليزية)